# تيري وودبيري
تيري وودبيري (بالإنجليزية: Terry Woodberry)‏ هو لاعب كرة قدم أمريكي في مركز الوسط، ولد في 9 سبتمبر 1963 في لندن في المملكة المتحدة. لعب مع نادي غوادالاخارا.